# اوپن
شهر اوپن (به فرانسوی: Eupen) در شهرستان ورویه در استان لیئژ در منطقه فدرال والوون در کشور بلژیک واقع شده‌است.